# Dawna Słodownia w Lwówku Śląskim
Dawna Słodownia (Magazyn słodowni) – jeden z nieużytkowanych, doprowadzonych do ruiny, zabytkowych budynków industrialnych należących do gminy Lwówek Śląski znajdujący się w Lwówku Śląskim przy ul. Traugutta 6, naprzeciw Browaru Lwówek. W 2009 r. władze Lwówka Śląskiego po otrzymaniu nieużytkowanej słodowni od browaru, licząc na szybką odsprzedaż i łatwy zarobek, od kilkunastu lat bezskutecznie starają się pozbyć wystawionego na sprzedaż nieużywanego budynku browaru w północnej pierzei ul. Traugutta. W listopadzie 2018 r., dzięki inicjatywie mieszkańca Lwówka Śląskiego, zabytkowy budynek przemysłowy wpisano na listę Narodowego Instytutu Zabytków jako obiekt zabytkowy podlegający ochronie prawnej konserwatora zabytków. Od tego momentu burmistrz Lwówka Śląskiego, Mariola Szczęsna, postulowała za wyburzeniem zabytkowego obiektu. Dawniej, budynek ten służył za magazyn słodu, a przed II wojną światową należał do rodziny Hanke.

## Cechy budynku
Obiekt o blisko tysiącu metrów kwadratowych powierzchni był miejscem. Początkowo budynek znajdował się w zwartej zabudowie, obecnie jest wolnostojący, przylegają do niego parterowe przybudówki. Postawienie słodowni było związane z dynamicznym rozwojem produkcji lokalnego browaru. Ówczesny właściciel, pochodzący z Kowar (woj. dolnośląskie) Julius Hohberg (browar był jego własnością od 1861 r.) wzniósł budynek poza obszarem browaru, na północ od założenia. Słodownię wymurowano z lokalnego kamienia (piaskowca) i cegły (maszynowa przemieszana ze strychowaną), otynkowano; pierwotnie wzniesiono ją na wysokość czterech kondygnacji i podpiwniczono, piątą kondygnację nadbudowano w późniejszym okresie. Dobudowana kondygnacja stylistycznie nawiązywała do wcześniej wzniesionej części budynku. Słodownię założono na nieregularnym, wielobocznym rzucie, do bryły głównej dostawiono jednokondygnacyjne przybudówki (przy północnej i wschodniej elewacji), przy elewacji tylnej znajduje się wialnia, wznosząca się ponad wysokość bryły głównej. Całość nakryto drewnianym dachem krytym papą, z mocno wysuniętym okapem nad częścią południową, wspartym na kroksztynach. Z opinii Narodowego Instytutu Dziedzictwa Oddział Terenowy we Wrocławiu z sierpnia 2018 r. wynika, że architektura budynku jest skromna – reprezentuje uproszczony, rzeczowy neorenesans. Nadanie fasadzie cech kamienicy czynszowej mogło być podyktowane potrzebą dostosowania budynku do powstałej w ostatniej ćwierci XIX stulecia w sąsiedztwie zabudowy o funkcjach mieszkalnych. Nadbudowując najwyższą kondygnację słodowni, kontynuowano wcześniejszą dyspozycję fasady, bowiem przedłużono osie okienne i pseudoryzalitów, a całość ujednolicono nowym tynkiem położonym na wszystkich widocznych elewacjach. Wartość artystyczna budynku wyraża się w użyciu form neorenesansowych dla opracowania fasady. Było to działanie celowe i konsekwentnie prowadzone, o czym świadczy umieszczenie we wschodnim pseudoryzalicie pozornego przejazdu bramnego, będący zabiegiem mającym na celu zachowanie symetrii fasady. Na wartość historyczną budynku składa się kilka elementów. Słodownia jest nietypowym, z racji lokalizacji poza zabudową browaru, przykładem budynku zespołu przemysłowego zlokalizowanego na terenie miasta średniowiecznego. Przebieg muru fasady wyznacza granicę dawnych parceli, wytyczonych w okresie lokacji miasta. Konstrukcja budynku z użyciem różnorodnych typów sklepień i stropów, jest świadectwem jego pierwotnej funkcji, nadal czytelnej mimo likwidacji niemal całego wyposażenia służącego produkcji słodu. Budynek jest jednym z nielicznych elementów historycznej zabudowy, które zachowały się w obrębie murów miejskich w Lwówku Śląskim po powojennych wyburzeniach.

## Problemy z budowlą
Począwszy od listopada 2018 r. władzom Lwówka Śląskiego zależy na wyburzeniu budynku słodowni i przekazaniu wartościowego terenu pod budowę nowoczesnych bloków mieszkalnych w historycznych granicach starego miasta w Lwówku Śląskim (część południowo-zachodnia). Chcąc podważyć decyzję o wpisaniu obiektu do rejestru zabytków jak i kompetencje konserwatora zabytków władze Lwówka Śląskiego chciały nadać sprawie wydźwięk medialny (m.in. reportaż TVP3 Wrocław, rozmowy w Muzycznym Radiu, Radiu Wrocław), jednak po wpisaniu w 2018 r. słodowni do rejestru zabytków, zrujnowanego budynku nie można zrównać z ziemią. W 2009 r. miasto otrzymało od syndyka upadłego browaru, budynek starej słodowni. Władze liczyły na szybką odsprzedaż budowli i szybki wpływ dużych środków zasilających budżet, ale słodowni nikt nie chciał kupić. Z czasem, zaniedbany i nieremontowany budynek popadł w ruinę.
Z budynku słodowni w latach 80. XX w. eksportowano słód do Wielkiej Brytanii. Obecnie, działka w ścisłym centrum miasta, na której znajduje się doprowadzony do ruiny budynek zainteresowała deweloperów, którzy chcą tu wybudować bloki mieszkaniowe, lecz po wpisaniu zabytkowej budowli do rejestru zabytków dzięki staraniom Arkadiusza Gutki ze stowarzyszenia „Monitoring zabytków” taki rozwój wydarzeń jest coraz mniej realny, a coraz bardziej prawdopodobne staje się wzięcie przez władze miasta odpowiedzialności za dekadę zaniedbań i wyremontowanie budynku z przeznaczeniem na mieszkania. Przez brak jakichkolwiek napraw budynek zagrożony jest katastrofą budowlaną. Powiatowy inspektor budowlany nakazał samorządowi wykonanie specjalnych plomb.
Częściowo zawalił się już dach słodowni, odpada tynk i kruszeją mury. Zawalony dach poważnie uszkodził budynek. Według władz ściany budowli w każdej chwili mogą runąć na pobliskie kamienice, dlatego urzędnicy zdecydowali się do odwołania częściowo zamknąć ruch na ulicy Traugutta, przy której stoi dziewiętnastowieczna słodownia.

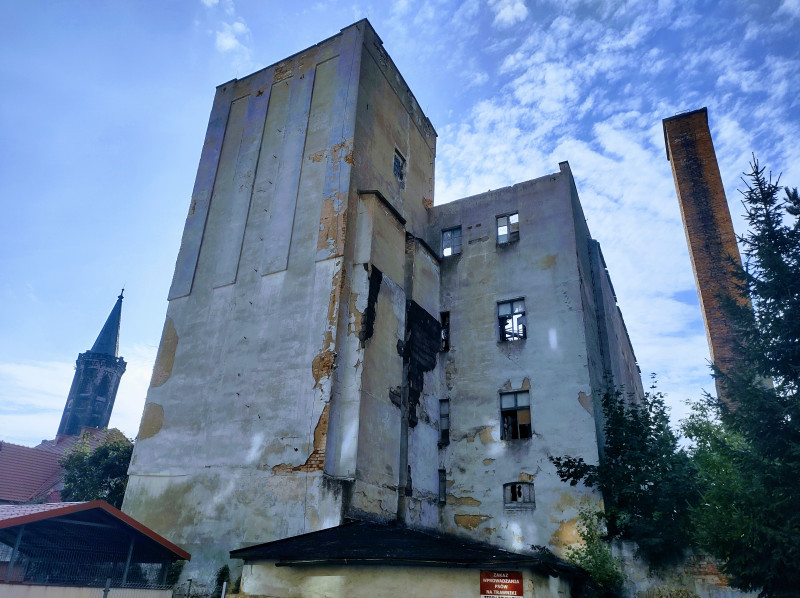
Słodownia w Lwówku Śląskim – strona północna

Miasto chciało wyburzyć słodownię lecz decyzję zablokował wojewódzki konserwator zabytków. Rozbiórkę oszacowano na 300 tys. zł. Konserwacja i utrzymanie zniszczonego obiektu może kosztować 8 mln zł. Burmistrz Mariola Szczęsna w razie pozostawienia budynku pod ochroną informuje mieszkańców o spowolnieniu inwestycji miejskich lub nawet stagnacji (m.in. rezygnacja z budowy żłobka). Do części mieszkańców Lwówka Śląskiego trafia argumentacja burmistrz i chce, by miasto wyburzyło budynek. Zupełnie innego zdania są przedstawiciele Stowarzyszenia Ochrony Zabytków w Lwówku Śląskim. Lwówek Śląski nie został mocno zniszczony w czasie działań wojennych, duża część miasta została zburzona przez komunistyczne władze. Według stowarzyszenia, władze Lwówka Ślaskiego wpisują się w dziedzictwo PRL i działania władz komunistycznych na Ziemiach Odzyskanych i nie wykonując niezbędnych remontów, a następnie chcąc kontynuować proces wyburzania miasta niszczą jego tożsamość. Zdaniem konserwatora zabytków słodownia jest ostatnim tego typu budynkiem na Dolnym Śląsku. Wedle ustaleń wojewódzkiego konserwatora zabytków i ministra kultury i dziedzictwa narodowego obiekt jest cennym elementem w strukturze miasta i jest godny zachowania i wpisu do rejestru zabytków. Władze miasta chcąc podważyć decyzję konserwatora zabytków odwołały się do ministra kultury, który na początku stycznia 2019 r. utrzymał w mocy decyzję konserwatora. Następnie gmina wystąpiła o jej uchylenie w sądzie administracyjnym, a na sesjach rady miejskiej wielokrotnie poruszano temat zrujnowanej słodowni wraz z ekspertami lobbującymi na korzyść gminy. Władze gminy o interwencję w sprawie słodowni poprosiły także Prezydenta RP Andrzeja Dudę odwiedzającego Lwówek Śląski na początku lipca. Na sesje wystosowane zostały także zaproszenia do wielu ogólnopolskich mediów, z których nikt z nich nie przyjął zaproszenia. Podczas jednej z sesji (VIII) władze gminy złożyły możliwość kupna słodowni za 1 zł, dzięki czemu gmina zaoszczędziłaby miliony złotych. Odkupić i wyremontować obiekt chciało Stowarzyszenie „Monitoring Zabytków” w Lwówku Śląskim. W późniejszym czasie gmina wycofała się jednak z tej oferty uznając ją niepoważną. Analiza korespondencji z lat 2011-2018 prowadzonej między Gminą Lwówek Śląski a WUOZ Delegaturą w Jeleniej Górze, a także ekspertyz techniczno-budowlanych załączanych do korespondencji wykazywała, że po nieudanej próbie sprzedaży budynku właściciel kilkukrotnie wnioskował o częściową, następnie całkowitą rozbiórkę obiektu. Z tego względu organ trzykrotnie występował do Narodowego Instytutu dziedzictwa z prośbą o opinię w sprawie (raz w związku z ewentualną sprzedażą i możliwością adaptacji, dwukrotnie w sprawie rozbiórki); W opinii Instytutu nie zachodziły szczególne okoliczności, które uzasadniałyby skreślenie budynku słodowni w ewidencji zabytków. Gmina jeszcze dwukrotnie wystąpiła z wnioskiem o rozbiórkę obiektu (jedno z postępowań zostało umorzone na jej wniosek). Postępowanie nie zostało zakończone wydaniem decyzji z powodu toczącego się innego postępowania – o wpis do rejestru zabytków przedmiotowego obiektu, które wszczęto dnia 24.07.2018 r.
Od wtorku 27 sierpnia 2019 r. do odwołania, z powodu zagrożenia katastrofą budowlaną zrujnowanego i nieużytkowanego od dekad budynku słodowni, droga gminna (ul. Traugutta) obok Browaru Lwówek została częściowo wyłączona z ruchu. Wprowadzenie zmian w istniejącej organizacji ruchu podparte zostało ekspertyzą budowlaną stanu technicznego dawnej słodowni browaru, która określiła stan bezpośredniego zagrożenia utraty stateczności i możliwości zawalenia się jego części nadziemnej.

## Zdjęcia słodowni
- fotopolska.eu
- polska-org.pl
- google.pl/mapy